# Adelaide United
Adelaide United is een Australische voetbalclub uit Adelaide in de staat Zuid-Australië. De club werd op 12 september 2003 opgericht. Het thuisstadion van Adelaide United is het Hindmarsh Stadium, dat een capaciteit van 16.500 plaatsen heeft.
Adelaide United is een van de vier clubs die in 2004 na de opheffing van de National Soccer League de overstap naar de nieuwe A-League maakte. De andere drie clubs zijn Perth Glory, Newcastle United Jets en New Zealand Knights.
In september 2006 contracteerde Adelaide United de Braziliaan Romário, die in de jaren negentig van de twintigste eeuw faam had gemaakt als aanvaller bij PSV Eindhoven, FC Barcelona en het Braziliaans nationaal elftal. De overeenkomst tussen de club en de Braziliaan werd aangeduid als "het grootste contract in de geschiedenis van het Australische voetbal". Romário werd voor vier weken gecontracteerd als gastspeler, wat mogelijk was doordat volgens de reglementen van de Australische voetbalbond clubs per seizoen twee spelers voor een maand mogen vastleggen. Hoofddoel voor de Braziliaan om bij Adelaide United te tekenen was zijn jacht om het aantal van duizend doelpunten in zijn carrière als profvoetballer te bereiken. Een groot succes was de periode van Romário bij Adelaide United echter niet en in vijf wedstrijden maakte de Braziliaan slechts één doelpunt.
In 2007 was Adelaide United samen met Sydney FC de eerste Australische deelnemer aan de AFC Champions League na de overstap van Australië van de Oceanische voetbalbond OFC naar de Aziatische voetbalbond AFC op 1 januari 2007.

## Erelijst
- A-League

2006, 2016
- FFA Cup

2014, 2018, 2019
- Pre-Season Cup

2006, 2007
- AFC Champions League

Finalist in 2008

## Bekende (oud-)spelers

### Nederlanders
- Bobby Petta
- Sergio van Dijk
- Andwelé Slory
- Jordy Thomassen
- Bart Vriends

### Australiërs
- Paul Agostino
- Ross Aloisi
- Josh Cavallo
- Craig Goodwin
- Aurelio Vidmar

### Brazilianen
- Romário